# Universidade do Alabama

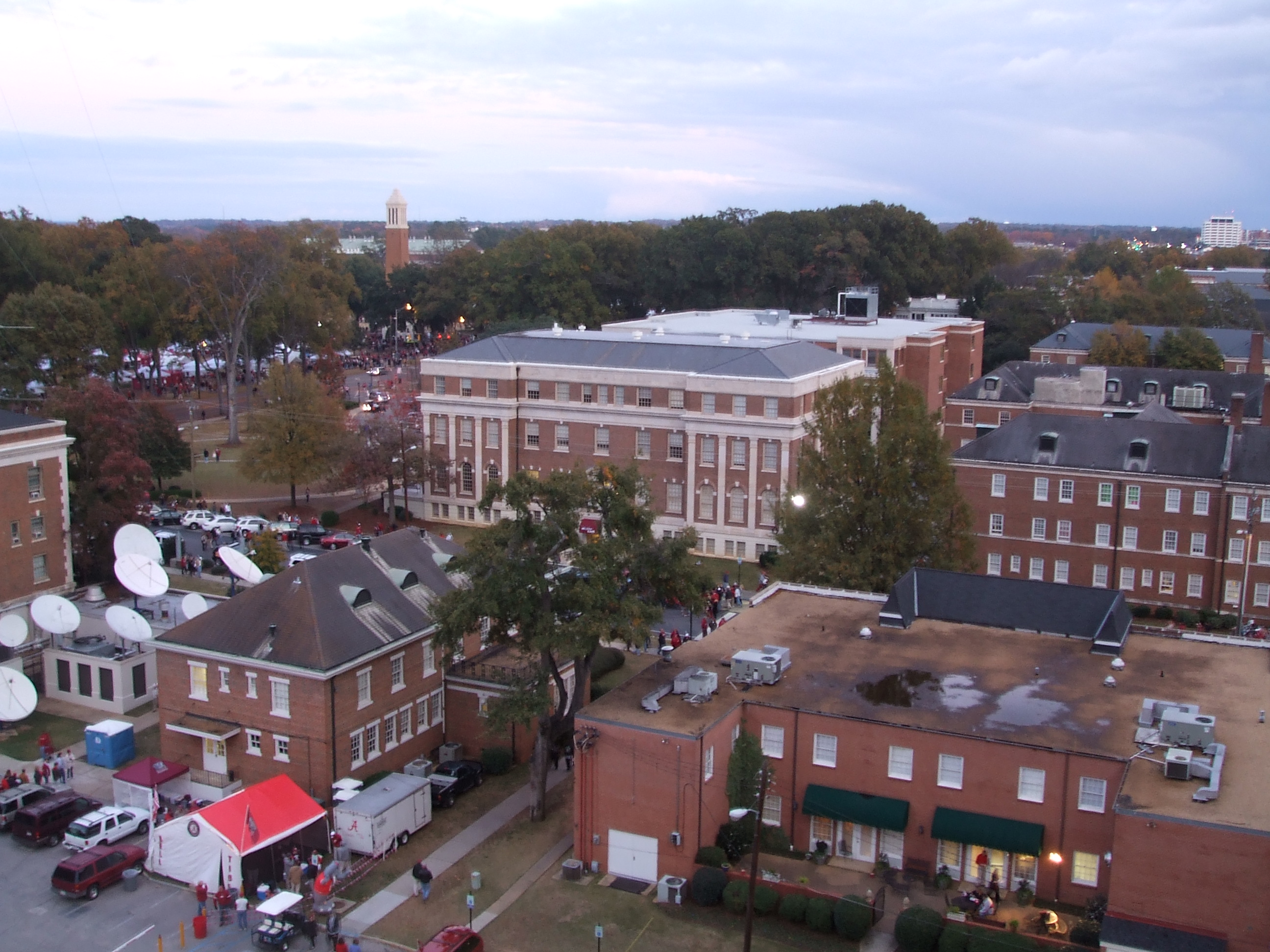
Vista do campus da universidade em Tuscaloosa

A Universidade do Alabama (em inglês, University of Alabama, também conhecida por Alabama, UA e 'Bama) é uma universidade pública norte-americana localizada em Tuscaloosa, no Alabama. Fundada em 1831, a UA é a cabeça do Sistema Universitário do Alabama.
A Universidade do Alabama oferece programas de estudo em 12 divisões acadêmicas até o Bacharelado, Mestrado, especialista em educação e doutorado. É a única faculdade pública de direito no Alabama.
No outono de 2009, Alabama tinha um corpo estudantil superior a 29 mil estudantes. Quando foi presidida por Robert Witt, a faculdade cresceu muito por anos, apesar do menor número no índice de admitidos e do alto nível dentro da universidade.